# De Stijl (album)
De Stijl – drugi album amerykańskiego duetu The White Stripes, wydany w roku 2000.

## Spis utworów
1. „You're Pretty Good Looking (For a Girl)” – 1:49
2. „Hello Operator” – 2:36
3. „Little Bird” – 3:06
4. „Apple Blossom” – 2:13
5. „I'm Bound to Pack It Up” – 3:09
6. „Death Letter” (Son House) – 4:29
7. „Sister, Do You Know My Name?” – 2:51
8. „Truth Doesn't Make a Noise” – 3:14
9. „A Boy's Best Friend” – 4:22
10. „Let's Build a Home” – 1:58
11. „Jumble, Jumble” – 1:53
12. „Why Can't You Be Nicer to Me?” – 3:22
13. „Your Southern Can Is Mine” (Blind Willie McTell) – 2:29

## Twórcy
- Jack White – śpiew, gitara, fortepian
- Meg White – perkusja, śpiew